# 卜聿揚
卜聿揚（2000年6月7日—）為香港男子籃球運動員，場上位置為中鋒，目前效力於香港甲一籃球聯賽東方。

## 生平
卜聿揚的父親身高183公分，母親160公分（或170公分）。卜聿揚生於香港，接觸過羽毛球、網球、游泳、田徑、劍擊等運動，從中四開始接觸籃球運動，而學校的籃球隊屬於社團性質，接觸了三周籃球即入選香港U16青年軍，之後代表香港參加2015年U16亞青男籃賽，但上場機會不多，2018年考完HKDSE之後衡量香港籃球的風氣不如臺灣籃球興盛，決定前往臺灣就讀高中籃球聯賽勁旅泰山高中夜間部一年，並開始接受了正規籃球訓練，2019年返回香港進入東方青訓隊與香港城市大學，2021年升上東方一隊，香港甲一籃球聯賽處女秀繳出13分的表現。2022年11月卜聿揚代表香港男籃征戰2025年亞洲盃男籃賽資格賽預賽。2023年7月卜聿揚入選2022年亞洲運動會香港代表團男籃項目名單。

## 外部連結
- 卜聿揚在fiba.basketball（英语）
- 卜聿揚在archive.fiba.com（存檔）（英语）
- 卜聿揚在Eurobasket.com（球員）（英语）
- 卜聿揚在RealGM（英语）
- 卜聿揚在Flashscore（英语）